# Arco Progressista

O Arco Progressista, também conhecido como Partido Arco Progressista em castelhano, é uma organização política de orientação social-democrata, estabelecida em Cuba em 20 de julho de 2009. Este partido possui raízes em movimentos de resistência civil e foi criado a partir da união da Corrente Socialista Democrática Cubana, do Partido Popular e de outras facções social-democratas da ilha, com o objetivo de enriquecer o projeto de uma nação social e democrática. Enfrenta o desafio significativo de desenvolver um novo projeto nacional que seja inclusivo.
Seu porta-voz é Manuel Cuesta Morúa.
O partido é resultado da fusão dos seguintes grupos:
- Coordenação Social Democrata de Cuba ( Coordinadora Social Democrata de Cuba ): Entendem a social-democracia como um projeto aberto, necessariamente incompleto, que deve ir lentamente na definição do contexto de um amplo diálogo com a sociedade como um todo e com circunstâncias muito específicas: “Sofremos de um ceticismo saudável. Não acreditamos em vanguardas esclarecidas ou em mãos invisíveis e muito menos cercamos projetos impostos de cima. não ocorrer não pode ser distribuído, mas não ignoramos que sem participação plena não há garantia de equidade na distribuição. Acreditamos que o ideal social ainda é relevante porque não foram eliminadas a;s causas da desigualdade”.
- Partido Popular ( Partido del Pueblo ): Eles "vêem como crítico para o nosso processo histórico a hegemonia dentro do debate da sociedade civil de ideias, intenções e propósitos sobre os interesses e a diversidade de propostas, o que contribui para a sua riqueza, dentro de um espaço único para a nação e sociedade de cada vez. A Revolução de 1959 congela o debate social. A Revolução Cubana, com as suas duplas expectativas e frustração, apoderou-se das questões ansiosas e monopolizou todas as respostas possíveis às necessidades da atividade cultural, política e social. a base racional da discussão de ideias."

Em fevereiro de 2022, o grupo condenou a invasão russa da Ucrânia. 